# Lista över insjöar i Båstads kommun
Detta är en lista över sjöar i Båstads kommun baserad på sjöns utloppskoordinat. Om någon sjö saknas, kontrollera grannkommunens lista eller kategorin Insjöar i Båstads kommun.

## Lista
| Namn        | Koordinat                                     | Sjöid         | VYID | Yta (km²) | Strandlinje (km) | Höjd (m) | Maxdjup (m) | Volym (m³) | HARO  | Natura 2000     |
| ----------- | --------------------------------------------- | ------------- | ---- | --------- | ---------------- | -------- | ----------- | ---------- | ----- | --------------- |
| Hälledammen | 56°26′21″N 12°34′28″Ö / 56.43920°N 12.57439°Ö | 626152-130075 |      |           |                  |          |             |            | 96097 | Hallands Väderö |
| Öresjö      | 56°25′43″N 12°52′25″Ö / 56.42858°N 12.87351°Ö | 625951-131914 |      |           |                  |          |             |            | 97000 |                 |
|             | 56°21′54″N 12°50′39″Ö / 56.36507°N 12.84407°Ö | 625252-131702 |      |           |                  |          |             |            | 96097 |                 |